# 1091 Spiraea
1091 Spiraea eller 1928 DT är en asteroid i huvudbältet, som upptäcktes 26 februari 1928 av den tyske astronomen Karl Wilhelm Reinmuth i Heidelberg. Den har fått sitt namn efter det vetenskapliga namnet på växtsläktet Spirea.
Asteroiden har en diameter på ungefär 35 kilometer och den tillhör asteroidgruppen Cybele.